# ستيفان سافيتش (لاعب كرة قدم)
ستيفان سافيتش (10 يناير 1994 بتشاتشاك في صربيا - ) (بالصربية: Стефан Савић)‏ هو لاعب كرة قدم صربي في مركز الدفاع. شارك مع منتخب صربيا تحت 17 سنة لكرة القدم ومنتخب صربيا تحت 19 سنة لكرة القدم. أما مع النوادي، فقد لعب مع نادي بارتيزان وFK BSK Borča ‏ وFK Sloga Petrovac na Mlavi ‏ وFK Novi Pazar ‏.

## وصلات خارجية
- ستيفان سافيتش على موقع قاعدة بيانات كرة القدم.إي يو (الإنجليزية)
- ستيفان سافيتش على موقع Soccerway.com (الإنجليزية)